# Injeolmi
Injeolmi (인절미, phát âm [in.dʑʌl.mi])) là một loại tteok được làm bằng cách hấp và giã hỗn hợp bột gạo nếp, cắt nhỏ thành từng miếng vừa ăn rồi tẩm bằng bột đậu nành.
Injeolmi được bọc bởi một lớp bột làm từ đậu xấy khô, gọi là gomul (고물). Gomul có thể được làm từ đậu nành, đậu đỏ, mè, hoặc là táo tàu khô. Ví dụ như pat-injeolmi được bọc bởi đậu đỏ, kkae-injeolmi được bọc bởi mè, hay như ssuk-injeolmi thì có bột ngải cứu được thêm vào hỗn hợp bột cũng như để áo ngoài bánh.
Injeolmi không chỉ là một món ăn vặt phổ biến mà còn là một món banh gạo ngon dành cho các bàn tiệc, cỗ (잔치). Có thể bảo quản injeolmi trong tủ lạnh và hâm lại bằng lò vi sóng khi sử dụng.

## Ảnh

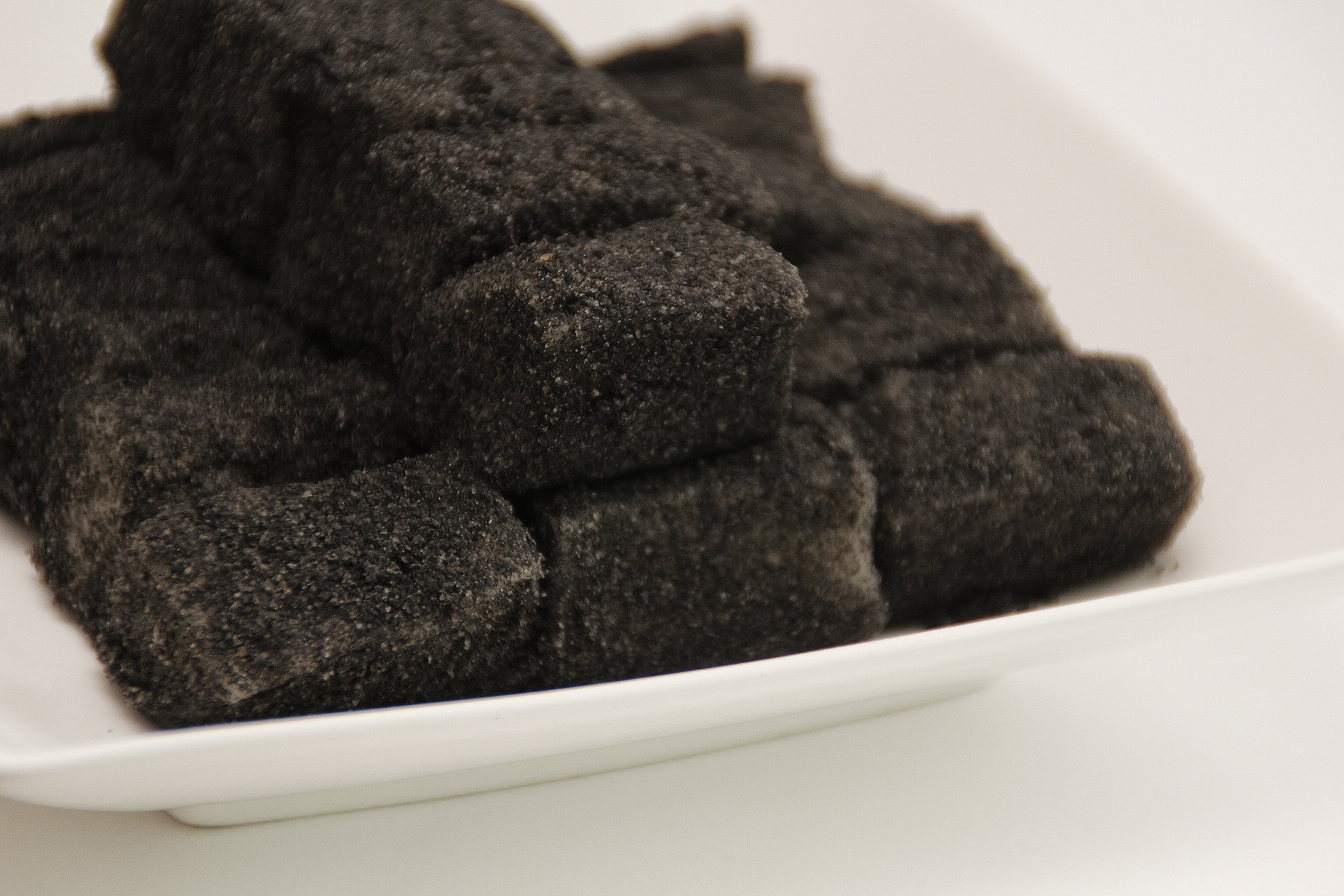
Injeolmi vừng đen
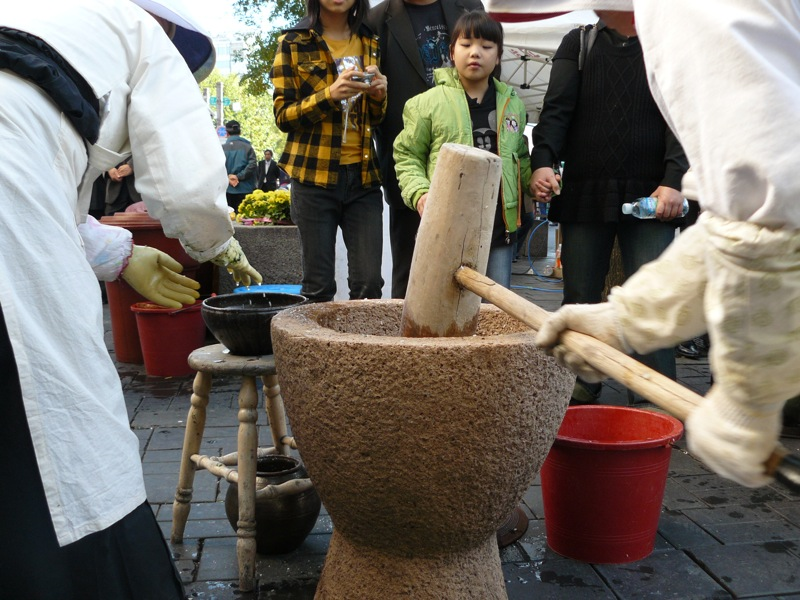
Giã tteok
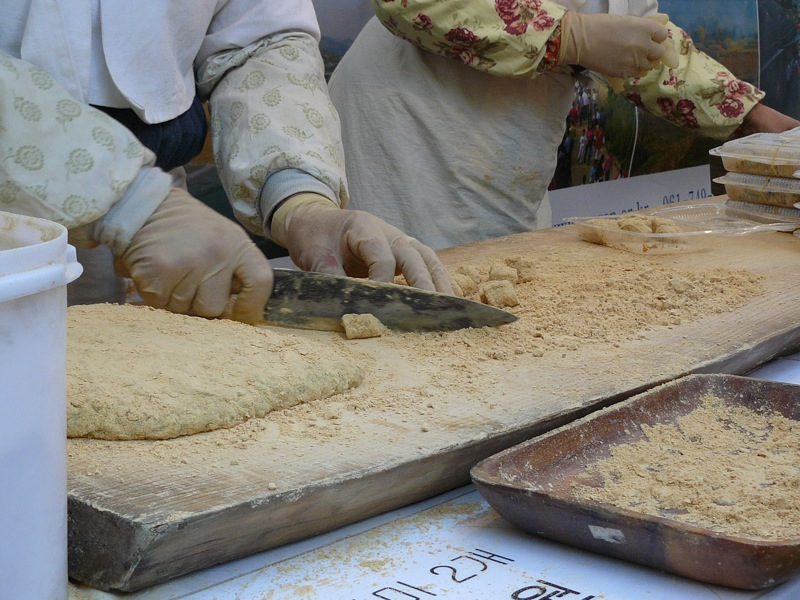
Người thợ cắt bánh injeolmi